# Плоский трухляк
Плоский трухляк (Pytho depressus) — вид трухляков.

## Описание
Жук длиной 7,5—16 мм, имеет чёрно-синюю окраску. Надкрылья иногда зеленоватые, фиолетовые или реже — бурые, с металлическим отблеском. Усики и ноги рыжие. Верхняя губа в три раза шире своей длины, с обрубленным передним краем. Основание надкрылий выемчатое..

### Личинка
Личинка в длину достигает 18—30 мм.

## Систематика
Обитает в лесной зоне.